# Derek Jacobi
Derek George Jacobi (Londen, 22 oktober 1938) is een Engels acteur, in 1994 geridderd voor zijn verdiensten in het theater. Jacobi wordt beschouwd als een van de voornaamste hedendaagse Britse acteurs.

## Biografie
Jacobi werd als arbeidersjongen in Londen geboren en volgde zijn opleiding aan het St John's College van de Universiteit van Cambridge, waarna hij begon aan zijn loopbaan op de planken. Hij speelde vele rollen in het theater, onder meer die van Hamlet in William Shakespeares stuk en die van Eduard II in dat van Christopher Marlowe. Hij werd spoedig bekend, toen Laurence Olivier zijn talent opmerkte en hem in 1965 de rol van Cassio in zijn verfilming van Shakespeares Othello gaf.  
Zijn grote doorbraak kwam tien jaar later, in 1976, toen hij de titelrol in I, Claudius kreeg, een BBC televisieserie over het leven van de Romeinse keizer Claudius I. Zijn vertolking van de stotterende en enigszins spastische keizer, die toch een goed en intelligent man bleek te zijn, maakte grote indruk. Hij zou later vergelijkbare rollen spelen als Alan Turing in Breaking the Code (1996) en in Dead Again, waar hij een gestoorde moordenaar speelde. Naast zijn filmwerk bleef Jacobi echter zeer actief op het toneel, en hij speelde de rol van prins Hamlet tijdens internationale theatertours die hem naar Griekenland, Egypte, Australië, China en Japan brachten; ook speelde hij die rol in het kasteel van Elsinore, alias Slot Kronborg, de burcht op het Deense eiland Seeland waar Hamlet zich volgens Shakespeare afspeelde.
Jacobi vertolkte vele rollen uit Shakespeare, waaronder die van het koor in Kenneth Branaghs verfilming uit 1989 van Henry V. Zijn veelzijdigheid bleek ook in de televisieserie Cadfael, een ITV-bewerking van de boeken van Ellis Peters, waarin hij een monnik met detective-talent speelt in de tijd van de burgeroorlog onder koning Stephen. In 2001 won Jacobi een Emmy Award door zijn eigen Shakespeare-achtergrond te bespotten in The Show Must Go Off, een aflevering van de sitcom Frasier. Daarin speelde hij de slechtste Shakespeare-acteur ter wereld, de schmierende, overdreven, overschatte Jackson Hedley. Het was zijn eerste gastoptreden in een Amerikaans televisieprogramma.
Daarnaast treedt Jacobi vaak op als stemacteur, in producties die uiteenlopen van de Ilias via de luisterboekversie van De reis van het drakenschip, Doctor Who tot Brieven van de Kerstman van J.R.R. Tolkien. Recente filmoptredens zijn onder meer de rol van Honorio in There Be Dragons (2011), kardinaal Orsini in The Borgias (2011) en die van scheepsbouwer Lord Pirrie in Titanic: Blood and Steel (2012).
In 2023 ontving hij de Olivier Lifetime Achievement Award uit handen van Anne Reid met wie hij tien jaar een echtpaar speelde in de serie Last tango in Halifax. In het najaar van 2024 vertolkte hij de rol van senator Gracchus in de bioscoopfilm Gladiator II.

## Persoonlijk
In maart 2006 ging Jacobi een geregistreerd partnerschap aan met Richard Clifford, vier maanden nadat het geregistreerd partnerschap als wettelijk erkende samenlevingsvorm in het Verenigd Koninkrijk was ingevoerd.